# Micmac au Montana
Pour plus de détails, voir Fiche technique et Distribution.

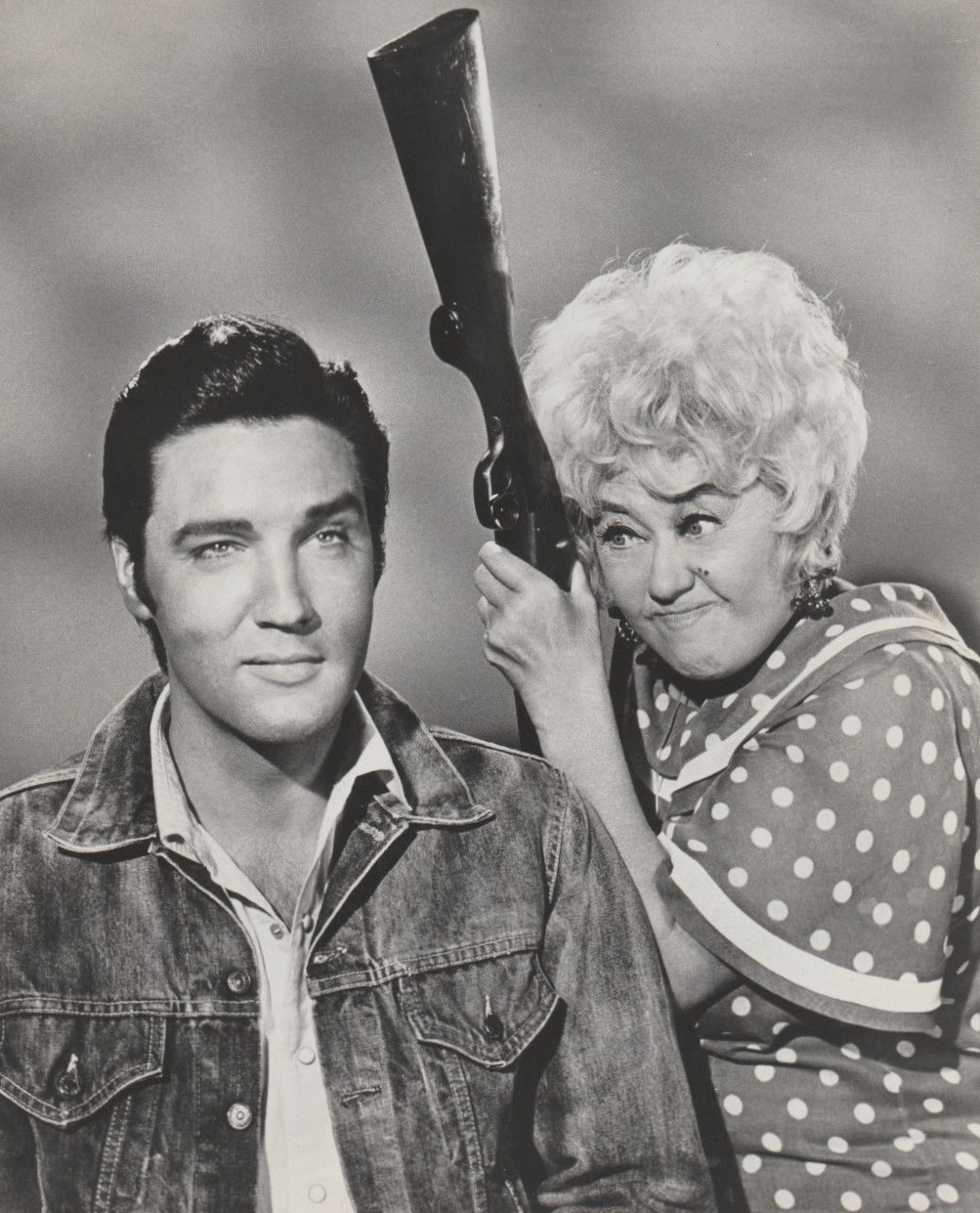
Elvis Presley et Joan Blondell dans « Stay Away Joe »

Micmac au Montana (Stay Away, Joe) est un film américain réalisé par Peter Tewksbury, sorti en 1968.

## Fiche technique
- Titre original : Stay Away, Joe
- Titre français : Micmac au Montana
- Réalisation : Peter Tewksbury
- Scénario : Michael A. Hoey d'après le roman Stay away, Joe !, publié en 1953 par Dan Cushman (1909-2001)
- Photographie : Fred J. Koenekamp
- Musique : Jack Marshall
- Société de production : Metro-Goldwyn-Mayer
- Pays d'origine : États-Unis
- Format : Couleurs - 2,35:1 - Mono
- Genre : Comédie romantique et film musical
- Date de sortie : 1968

## Distribution
- Elvis Presley : Joe Lightcloud
- Burgess Meredith : Charlie Lightcloud
- Joan Blondell : Glenda Callahan
- Katy Jurado : Annie Lightcloud
- Thomas Gomez : Grandpa
- Henry Jones : Hy Slager
- L.Q. Jones : Bronc Hoverty
- Quentin Dean : Mamie Callahan
- Anne Seymour : Mme Hawkins